# Neurothemis nesaea
Neurothemis nesaea – gatunek ważki z rodziny ważkowatych (Libellulidae).